# Estudio Op. 10, n.º 2 (Chopin)

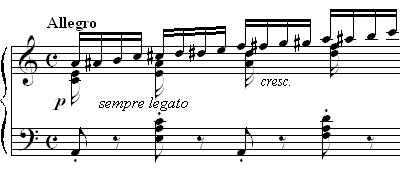
Fragmento del Estudio Op. 10, n.º 2, "Chromatique", en La menor.

El Estudio Op. 10 n. 2 en la menor es un estudio para piano compuesto por Fryderyk Chopin en el año 1829. Fue publicado años más tarde, en 1833, junto con los otros once estudios pertenecientes al Opus 10, al mismo tiempo en tres países: Alemania, Francia e Inglaterra. 
El objetivo de este estudio es desarrollar los dedos más débiles de la mano derecha mediante rápidas escalas cromáticas que deben tocarse con los dedos corazón, anular y meñique (dedos tres, cuatro y cinco, respectivamente). Los dedos restantes —pulgar e índice, números uno y dos— se ocupan de hacer acordes de acompañamiento, dejando el trabajo de la melodía a los otros tres dedos antes citados. El propio Chopin indicó la digitación de la pieza nota por nota, hasta un total de casi ochocientas notas. 
Este estudio es uno de los más difíciles del primer conjunto de estudios de Chopin. También es conocido con el título de "Chromatique", por cómo está escrita la pieza. 

## Estructura
La melodía consiste en veloces escalas cromáticas tocadas por los dedos más débiles de la mano derecha (3, 4 y 5), que son acompañados por acordes. La estructura general de la pieza es la que Chopin utilizó  más frecuentemente en sus Estudios, es decir, esta pieza está dividida en tres partes, que se corresponden con un primer tema, un segundo tema central y una recapitulación del primero: una forma ternaria A-B-A. 
La música comienza con la melodía en la tonalidad de la obra, La menor, y con un motivo interpretado por la mano izquierda. Mientras se desarrolla la homofonía, la tonalidad modula hacia do mayor, el relativo mayor de la menor. Luego progresa hacia un clímax en una escala de la menor armónica. Entonces se vuelve al primer tema, aunque ya es el coda, que termina la melodía con una escala ascendente y descendente y finalmente en una tercera de Picardía (llamada así por la región de Francia donde este final de obras era utilizado popularmente). Ésta es una especie de acorde prestado, pues pertenece a una tonalidad distinta de la de la pieza. Es un acorde final de una tonalidad menor en el que la tercera está accidentalmente en modo mayor. 
Chopin indica que las escalas cromáticas deben interpretarse sempre legato. Para que no quepa duda esto se indica siete veces a lo largo de la partitura. El sempre legato de la melodía supone un fuerte contraste con el staccato con que deben hacerse los acordes del acompañamiento. 
Los manuscritos originales de los Estudios Op. 10 muestran que la indicación de compás que escribió Chopin en este estudio (y en algunos más) es de dos por dos (2/2), alla breve; pero en las primeras ediciones que se publicaron se indica que el tiempo es el de cuatro por cuatro (4/4).